# Калининградский зоопарк
Калинингра́дский зоопа́рк — один из трёх зоопарков в современной России, имеющих статус "исторический зоопарк". К таковым относятся Московский зоопарк, основанный в 1864 году, Ленинградский зоопарк в Санкт-Петербурге, основанный в 1865 году, и Калининградский зоопарк. Зоосад в Кёнигсберге был основан в 1896 году по инициативе профессора Кёнигсбергского университета "Альбертина", доктора наук Максимилиана Брауна, предпринимателя в зубоврачебной отрасли Германа Клаасса, других предпринимателей, деятелей науки и искусства, коммунальных служащих Кёнигсберга. Калининграду достался в 1945 году, после капитуляции немецких войск. В его коллекции, занимающей площадь в 16,37 га, представлены 266 видов животных, численность живых экспонатов составляет 2888 особей (по состоянию на 31.12.2021).
Калининградский зоопарк одновременно является и дендропарком, и достопримечательности зоопарка — это не только животные, но ещё и редкие растения, например, реликтовое дерево гинкго, ровесник динозавров.
В зоопарке можно увидеть и скульптуры: это памятник певцу-миннезингеру Вальтеру фон дер Фогельвейде, памятник первому директору Кёнигсберского зоосада Герману Клаассу, статуя орангутана авторства Артура Штайнера и другие. Вход в зоопарк украшен групповыми скульптурными портретами животных - пингвин, морской котик, медведь и леопард, горный козёл, сип белоголовый, а также композиции "Лев с добычей" и "Львица с детёнышем" (установлены в 1950-х годах, отреставрированы в 2019-2020 годах). Кроме того, на территории зоопарка находятся несколько довоенных сооружений и фонтан.

## История

### Немецкий период

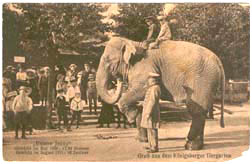
Слониха Дженни катает кёнигсбергскую детвору. 1911 год

В 1895 году на месте современного зоопарка проводилась Северо-Восточногерманская промышленная и ремесленная выставка. После завершения выставки её директор Герман Клаасс предложил использовать территорию, на которой были проведены обширные благоустроительные работы, воздвигнуты деревянные павильоны, разбиты клумбы, открыты ресторанные павильоны и пр.,для зоосада. Идея встретила поддержку и энтузиазм среди кёнигсбержцев, так как о создании зоосада здесь задумывались уже в восьмидесятые годы XIX века.
Для осуществления данного замысла в Кёнигсберге 22 августа 1895 года было создано добровольное общество друзей зоосада «Тиргартен» (с нем. — «сад зверей»). Его председателем стал руководитель зоологического института Альбертины (Кёнигсбергского университета) тайный советник Максимилиан Браун. Пресса активно поддержала почин, предоставив кёнигсбержцам возможность высказать на страницах газет своё мнение о том, каким должен быть новый зоопарк.
На взносы членов общества и при финансовой помощи поддерживающих идею меценатов (государственные средства не привлекались) общество выкупило территорию и павильоны выставки. Герман Клаасс стал техническим руководителем (с 1897 года — директором) создаваемого зоосада. Совместными усилиями Клаасс, а также кёнигсбергские ландшафтные архитектуры Оттмар Модель и Артур Вихуль составили мастер-план зоосада.
Торжественное открытие зоосада состоялось 21 мая 1896 года. На тот момент в коллекции зоопарка было 893 экземпляра 262 видов.
Так как зоосад не получал финансирования по государственной линии, для привлечения публики и пополнения кассы здесь регулярно проводились увеселительные мероприятия (музыкальные концерты, театральные постановки, выставки, спортивные соревнования, массовые детские праздники и пр.). Здесь выступал духовой оркестр (летом — каждый день, на открытом воздухе, зимой — по воскресеньям и средам в концертном зале на 2500 человек).
А в июне 1906 года в зоосаде было устроено уж совсем необычное развлечение — подъём на воздушном шаре на высоту 300 метров — за три марки с персоны. Для сравнения: в 1910 году билет в зоопарк стоил 50 пфеннигов (взрослый) или 20 пфеннигов (детский). Правда, каждое третье воскресенье месяца стоимость билетов уменьшалась вдвое. Зоосад был открыт каждый день, летом — с семи утра и до одиннадцати вечера, зимой — с восьми утра и до наступления темноты.
Заработанные при помощи таких доходных мероприятий деньги шли на пополнение коллекции. К 1910 году она достигла 2161 экземпляра — этот рекорд был побит только в 2004.
В 1912 году на территории зоосада разместился Восточнопрусский этнографический музей, инициатором создания которого и первым директором стал архитектор Рихард Детлефсен. В 1938-1942 году было принято решение переместить музей ввиду того, что на территории Кёнигсбергского зоосада он был ограничен в расширении. Экспонаты музея были разобраны и постепенно перевезены в район города Хоэнштайна в Восточной Пруссии, на гору Хексенберг (ныне г. Ольштынек, Польша).
В 1920 году на территории зоопарка была проведена первая Восточная ярмарка.
В 1938 году зоопарк стал собственностью города, а общество «Тиргартен» самораспустилось.
Интересно, что последний директор кёнигсбергского зоопарка — Ганс Георг Тинеманн (сын знаменитого орнитолога Иоганнеса Тинеманна, пионера кольцевания птиц) после войны стал директором зоопарка Дуйсбурга.

### Зоосад в период мировых войн
Процветание зоосада было оборвано началом Первой мировой войны. 17 августа 1914 года он закрылся. Все свободные помещения были реквизированы и использовались военными в качестве складов для обмундирования. Часть персонала как военнообязанные отправились на войну. Зоопарк открылся заново в 1918 году, однако в условиях послевоенного упадка о красивой жизни, как до войны, не могло быть и речи. Коллекция зоосада сильно уменьшилась и в 1921 году состояла только из 565 животных.
В 1939 году Германия развязала Вторую мировую войну. В 1941 году 22 июня гитлеровская Германия напала на Советский Союз. 23 июня 1941 года советская авиация совершила авианалёт и бомбардировку Кёнигсберга в районе Хуфена, включая Тиргартенштрассе (ныне ул. Зоологическая), непосредственно граничившую с зоосадом.
В апреле 1945 года Кёнигсбергский зоосад находился между оборонительными обводами города-крепости Кёнигсберга и был с боями взят подразделениями Советской Армии. В настоящее время на территории Калининградского зоопарка установлены гранитная стела и памятная доска в память о подвиге советских солдат-победителей.

### Зоопарк после Второй мировой войны
По одной из версий, Вторую мировую войну пережили только четверо животных — лань, осёл, барсук и бегемот. Особенно плохо было состояние бегемота по кличке Ганс: во время боевых действий на территории Кёнигсбергского зоосада в него попали не менее семи пуль. Животное было обнаружено в канаве на окраине зоопарка.
К бегемоту был приставлен зоотехник Владимир Петрович Полонский. Благодаря сохранившемуся в Государственном архиве Калининградской области документу, озаглавленному «История лечения бегемота» (видимо, это был отчёт зоотехника о проделанной работе) мы знаем о том, как был выхожен бегемот, буквально из первых рук.
Документ:

Бегемот
18 лет. Рост большой. Кличка «Ганс». Был 7 раз ранен. И 2 раза саморанение. 13 дней был без пищи и воды.
История Лечения Бегемота
(Кратко)
Принял лечение к Бегемоту с 14 апреля с.г. (сего года). Впервые оказал помощь водой. В последующем попытался дать ему молока. В следующий раз молотой свёклы. Бегемот принялся кушать. Но через 3 дня отказался. Я поспешил дать Бегемоту водки. Дал 4 литра. После чего Бегемот стал сильно просить кушать. Я сначала ему поставил клизму (4 ведра дисцилированной воды). После чего стал кормить его. Бегемот попытался выходить, но так как был пьян — он обронил себя. Боковое ранение (25х27 см). Глубина 4 см. Другая рана (6х7). Бегемот стал кушать, — но не оправляется. Я поставил 2-й раз клизму (4 ведра дисц.воды). Бегемот стал оправляться. Прошло 2 недели. Бегемот кушает слабо. Я решил дать водки, 4 литра. Бегемот стал кушать, хорошо. Но обратно получился запор. Я поставил ещё клизму (4 ведра дисц.воды). Бегемот оправляется, — но плохо кушает. Я решил дать водки (4 литра). И Бегемот отлично стал кушать. Встречались безаппетитные дни. Я устранял их переменой пищи.

Далее следует подробное описание лечения бегемота.
О результате проделанной работы говорит следующая справка:

Результат лечения
Удалось спасти бегемота. Не отходя от него через 21 день, пройдя 1 мес. и 19 дней, я добился полного здоровья и сейчас занимаюсь дрессировкой бегемота — катание верхом на бегемоте по парку и т. д.
Зоот-к Владимир Петрович Полонский

Видимо, ветеринар привязался к заморскому зверю, так как в следующей записке проявлял беспокойство о его дальнейшей судьбе:

Директору Зоопарка г. Москвы от зоот-ка В. П. Полонского — зоопарк г. Кенигсберг
Заявление
По сколько я, получил приказ от командования на сохранение находящихся в парке зверей в г. Кенигсберге как Бегемота, так и других зверей, прошу вашего ходотайствия перед правительством чтоб находящихся зверей в парке г. Кенигсберг разрешили их отправить в Зоопарк г. Москвы. Так как звери не соответствуют здесь данным условиям, а именно к зимовке.
Прошу немедленно обратить внимание.
Зоот-к Вл. Пётр. Полонский
24-7-45 г.

Однако уже в 1946 году Владимир Полонский был назначен заведующим зоосадом, его подпись стоит на актах о приёмке имущества, находящегося на территории Калининградского зоосада. В 1946 году зоосад был одним из территориальных подразделений Калининградского парка культуры и отдыха, а уже 27 июня 1947 года справил свой «второй» день рождения - стал самостоятельной административно-хозяйственной единицей: 27 июня 1947 года было принято постановление Совета Министров РСФСР № 461 «О мерах по восстановлению хозяйства Калининграда и Калининградской области». В нём предусматривалось восстановление зоопарка на базе Кёнигсбергского зоосада. На этот момент его коллекция состояла из 50 животных, в их число входил и «оправившийся» бегемот Ганс. 
В первое послевоенное десятилетие была восстановлена часть исторических экспозиционных помещений. Реконструирована центральная входная группа, добавились домики летних касс. Коллекция, насчитывавшая в первые послевоенные годы только 50 видов, стала быстро пополняться. Моряки Калининградской рыболовной флотилии привозили экзотических животных. Помогали другие зоопарки и «Зоообъединение» из г. Химки Московской области, поставлявшее животных в зоопарки СССР.
В 1973 году по инициативе тогдашней руководительницы Калининградского зоопарка Людмилы Александровны Ворониной и при поддержке председателя Калининградского городского исполнительного комитета Виктора Васильевича Денисова в зоопарке возник институт шефства — многие калининградские предприятия брали шефство над объектами зоопарка или его обитателями. Благодаря этой практике было построено и отремонтировано более 130 различных объектов и сооружений, были проложены пешеходные дорожки, оборудованы скамейки и т. д.
В 1980 году вдоль паркового ручья начали строить вольеры для горных животных.
В 1982 году на территории зоопарка был построен детский «Сказочный городок».

### Реконструкция зоопарка

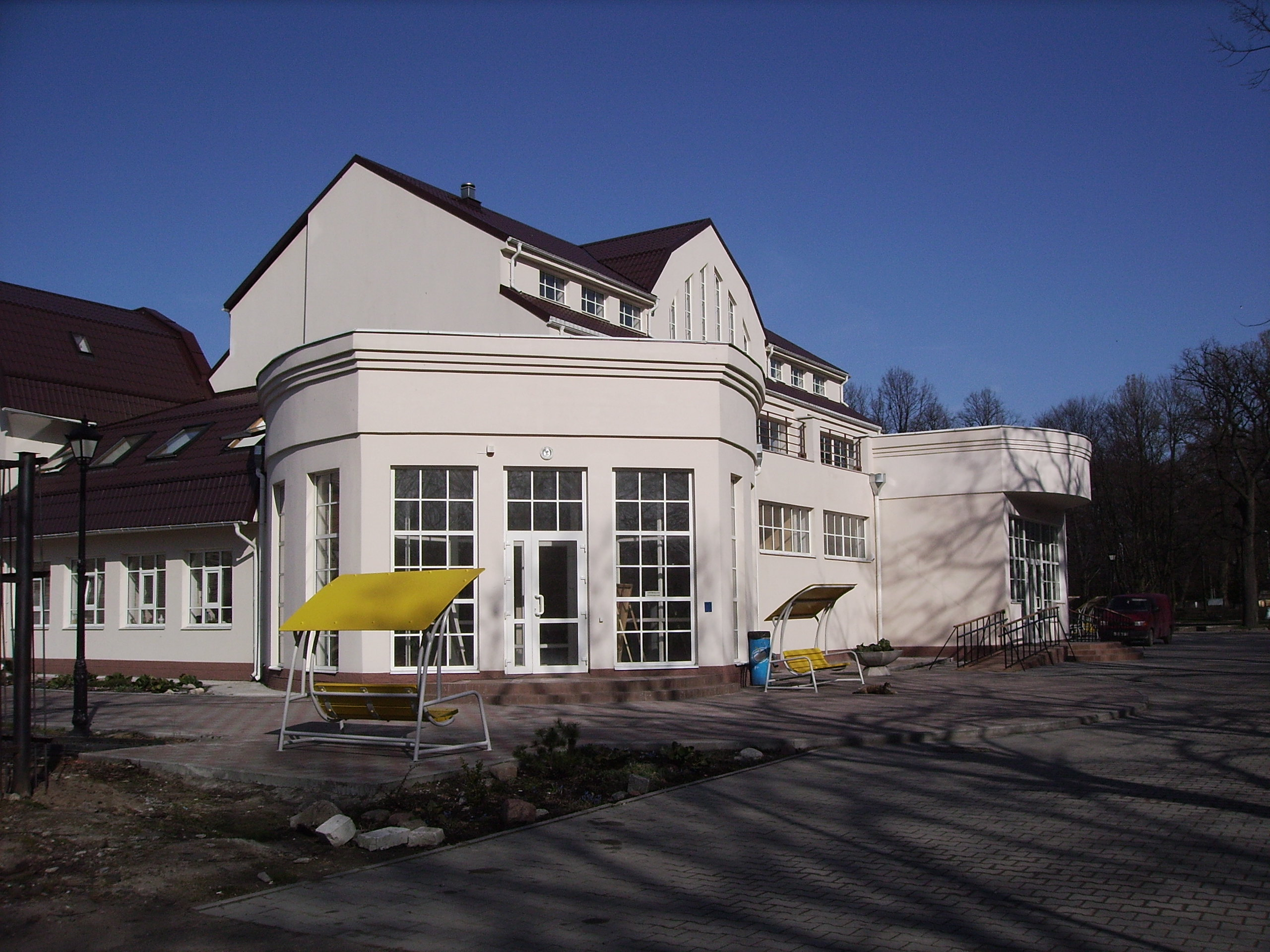
Отреставрированное здание бывшего слоновника

В 2000-х годах началась реконструкция зоопарка. Реконструкция началась с установки в бегемотнике вентиляционной системы, которая избавила этот павильон от неприятных запахов. В 2005 году был капитально отремонтирован исторический бассейн для ластоногих, реконструированы вольеры для тигров, снежных барсов и львов.
В том же году была завершена реставрация здания бывшего слоновника — здания, имеющего статус памятника архитектуры (1911 год постройки). До войны в нём располагался ресторан, после войны — слоновник. К началу 1980-х годов слоновник обветшал, и слонов переселили в новое здание. Старый слоновник простоял в полузаброшенном виде больше десяти лет, пока в ходе реконструкции его не переоборудовали в здание администрации зоопарка.
Первый этап реконструкции был приурочен к 750-летию основания Калининграда-Кёнигсберга, которое отмечалось в 2005 году. На финансирование этого этапа реконструкции из федерального бюджета было выделено 48 миллионов рублей.

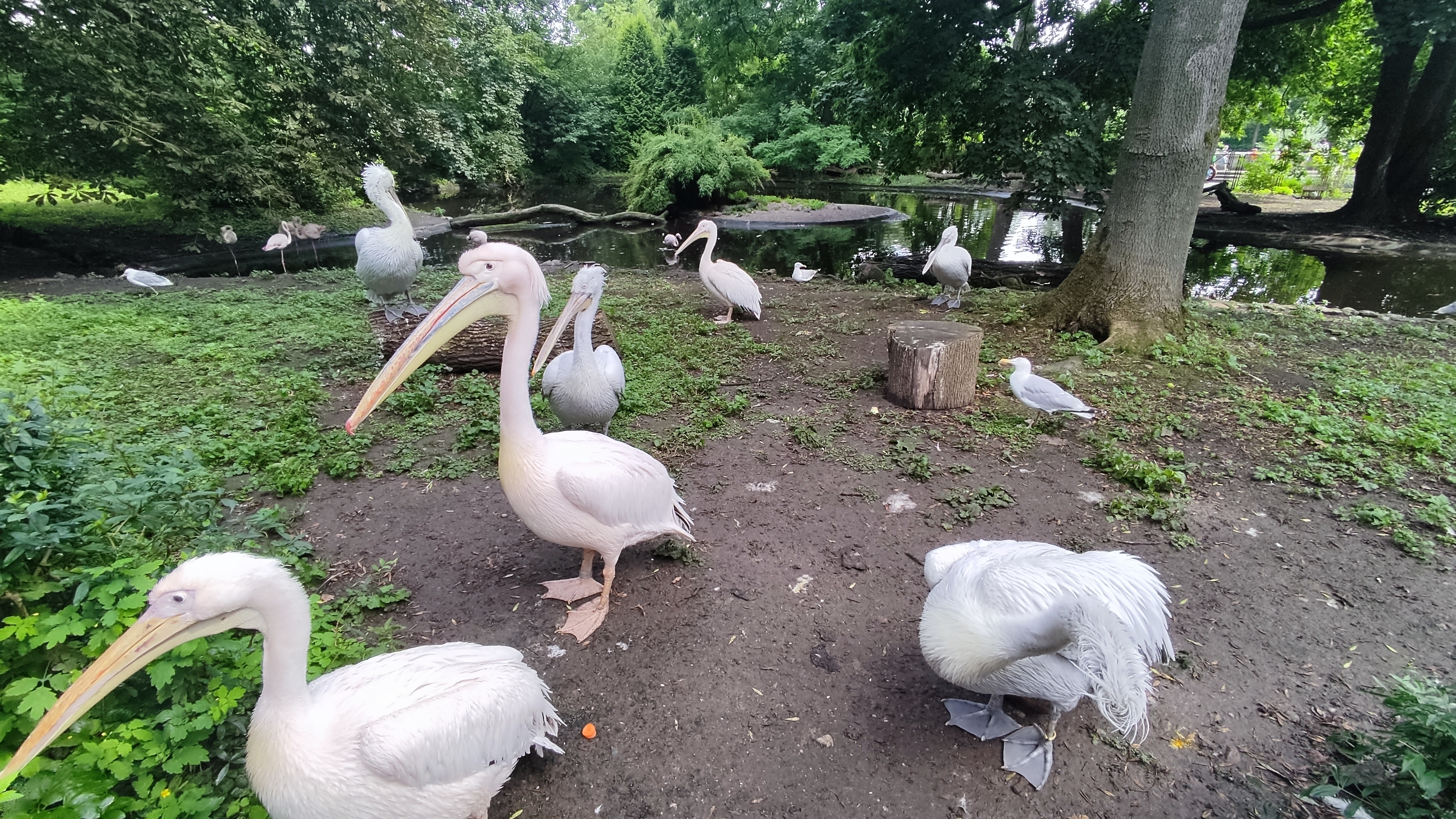
Фламинго и пеликаны на пруду

Второй этап реконструкции зоопарка проводился с 2006 года. Он был приурочен к 60-летию открытия зоопарка в Калининграде. Запланированные работы: реконструкция пруда голенастой птицы, фонтана и зимнего сада с вольерами для обезьян, реконструкция медвежатника и строительство очистных сооружений. Реконструкция зоопарка в рамках федеральной программы продолжалась до 2010 года.
В 2012-2013 годах на основе опыта ведущих зоопарков мира была разработана долгосрочная концепция развития Калининградского зоопарка. Её визуальным воплощением стал мастер-план развития территории зоопарка. Автор мастер-плана – польский архитектор Марек Наконечны. В списке реализованных им проектов – мастер-планы зоопарков Гданьска, Торуни и др.
Согласно проекту, реконструкция территории зоопарка планируется в виде нескольких зоогеографических зон: Африка, Южная Америка, Австралия, Сибирь и Дальний Восток и т.д.  При этом предполагается максимально сохранить существующие исторические здания и планировку зоопарка, одновременно ориентируясь на современные стандарты качества содержания животных.

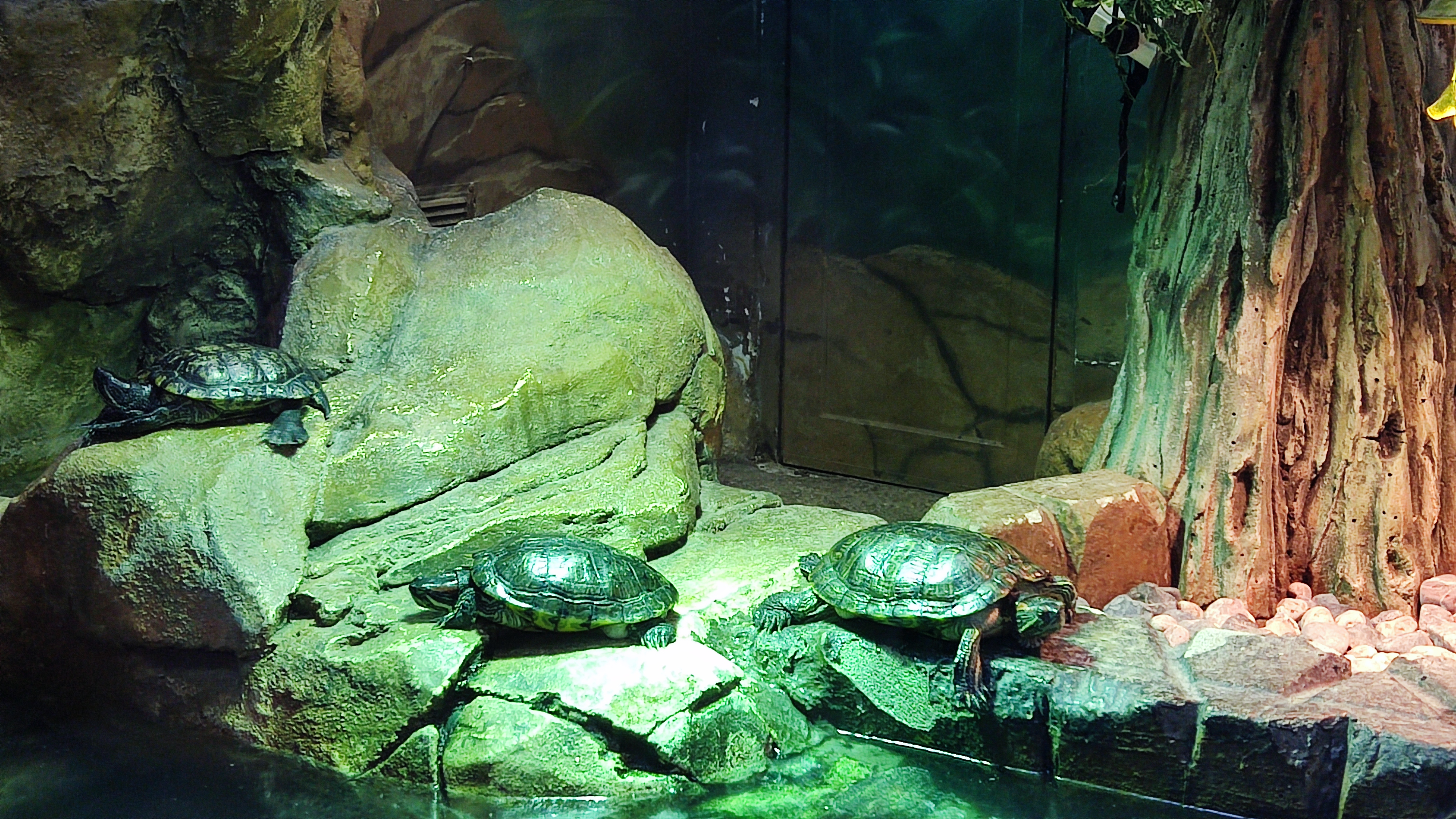
Черепахи в «Тропическом доме»

Осенью 2013 года впервые за очень долгое время, после глобальной полной перестройки старого «Обезьянника»  в зоопарке открылся новый объект – большой павильон «Тропический дом», построенный в соответствии с современными требованиями к содержанию животных. В нем поселились не только обезьяны, но и земноводные, насекомые, пресмыкающиеся, морские и пресноводные рыбы и другие обитатели аквариумов. В том же году был полностью отреставрирован исторический мост через ручей Парковый. В ходе ремонта опоры и элементы моста получили эффектную вечернюю подсветку. 

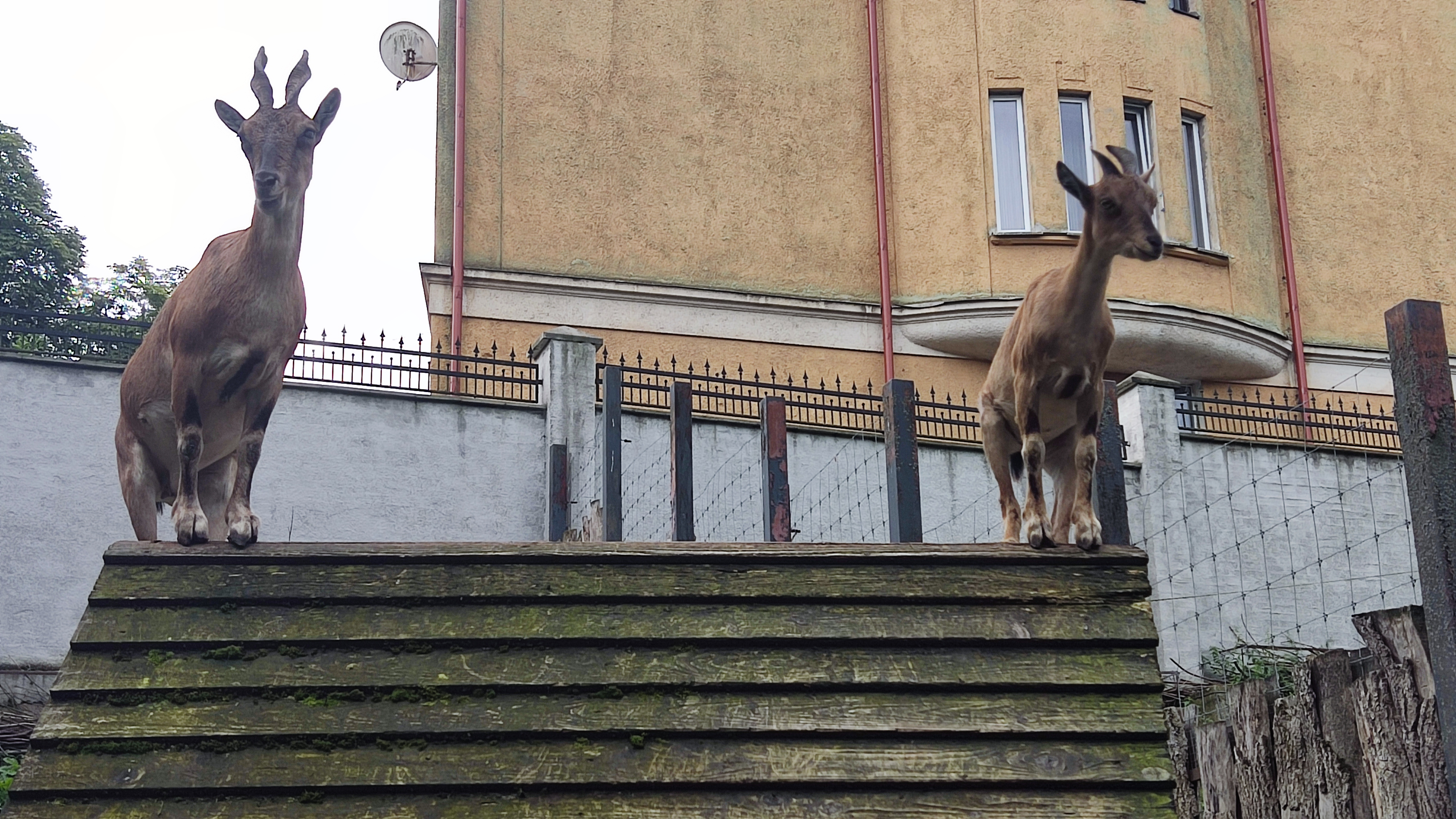
Винторогие козлы

После реконструкции в 2015 году открылись вольеры для горных копытных животных. При реконструкции соседние сегменты были объединены, что позволило более чем в два раза увеличить площадь вольер. На мягкий склон со всей области были свезены валуны, чтобы повторить рельеф гористой местности и таким образом приблизить условия содержания животных  к естественным.
В 2019 году после капитальной реконструкции принят к эксплуатацию «Дом тропической птицы», построенный на месте исторического павильона «Львятник», находившегося на территории зоопарка с конца XIX века. Осенью 2020 года этот проект занял третье место в категории «Наследие» престижного международного конкурса архитектуры и дизайна «Арх-Евразия» (конкурс проводится в Екатеринбурге).
В декабре 2021 года Калининградский зоопарк снова вошёл в число призёров конкурса "Арх-Евразия", проект «Реконструкция вольера для ластоногих» Калининградского зоопарка был удостоен второго места в номинации «New and old» конкурса «Архитектура». Результаты конкурса стали известны 15 декабря во время торжественной церемонии награждения победителей в Екатеринбурге. 

### Символический памятник первому директору зоопарка
После того как 31 мая 1913 года первый директор зоопарка Герман Клаасс ушёл на пенсию, на главной аллее в его честь была установлена скульптура работы известного кёнигсбергского скульптора Вальтера Розенберга, изображавшая мальчика со львятами и львицей. После войны скульптура исчезла и обнаружилась значительно позже, собирать её пришлось по частям: собственно скульптура нашлась в особняке, занимаемом Госстрахом на улице Ватутина (найдена А. Новиком, ныне покойным директором парка 40-летия ВЛКСМ, известным краеведом, организовавшим в парке 40-летия ВЛКСМ (ныне Южный парк) музей довоенного Кёнигсберга), а постамент был обнаружен на территории детского сада на пересечении улиц Огарёва и Кутузова. В 1996 году памятник вновь был установлен в зоопарке на прежнем месте.

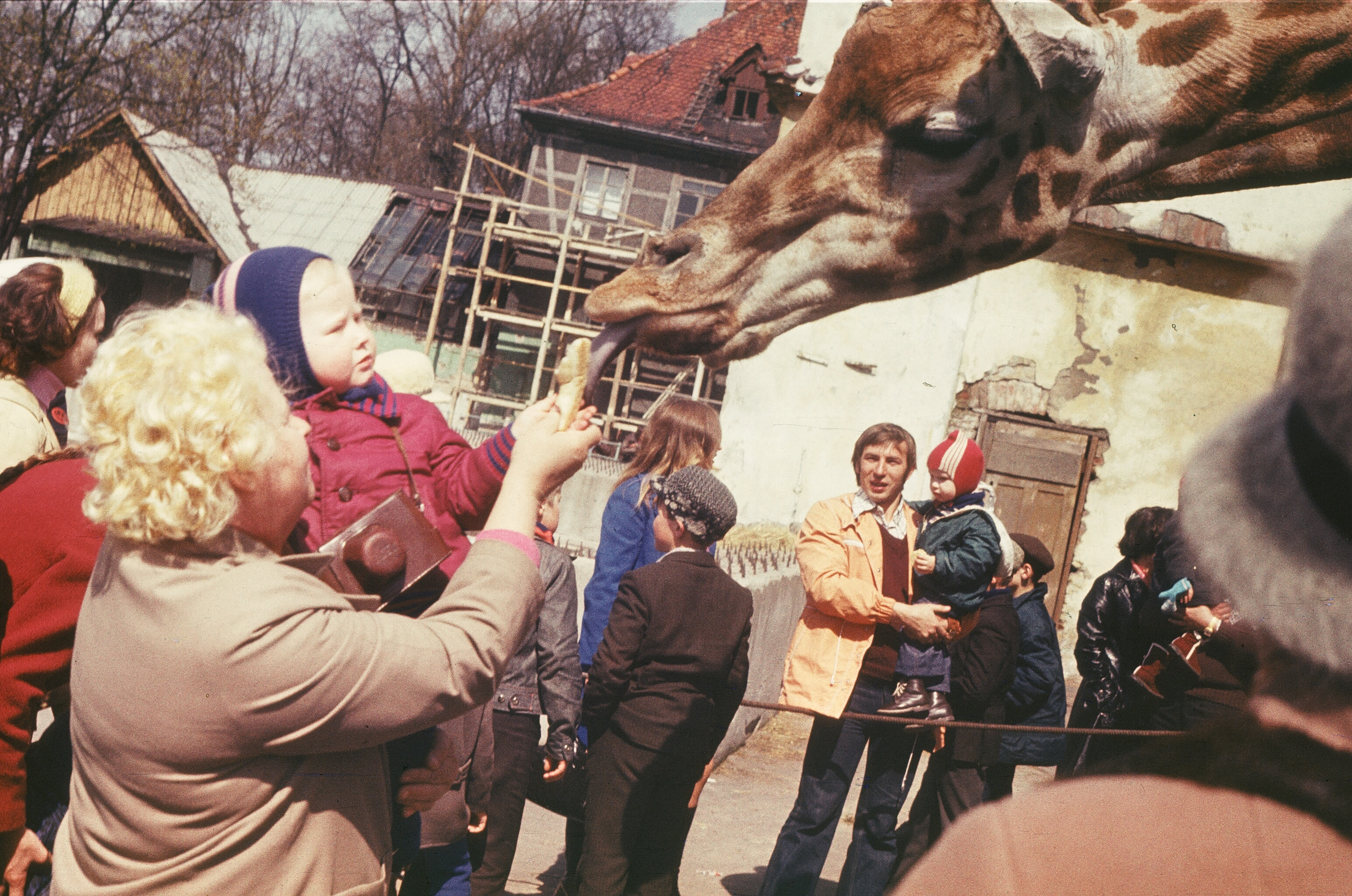
Калининградский зоопарк. Жираф 1976 год

## Коллекция
По состоянию на 31.12.2021 года в Калининградском зоопарке содержалось 1999 животных 266 видов, из них:
- Млекопитающие — 56 видов, 206 особей.
- Птицы — 73 вида, 399 особей.
- Пресмыкающиеся — 31 вид, 65 особей.
- Земноводные — 8 видов, 30 особей.
- Рыбы — 85 видов, 888 особей.
- Беспозвоночные — 13 видов, 411 особей.

Коллекция зоопарка активно пополняется, зоопарк участвует в международных программах по разведению и сохранению редких видов животных. В последние годы получен приплод гигантских муравьедов, кенгуру Беннета, патагонских мар и болотных черепах. Только в течение 2021 года в рамках международных программ по сохранению редких видов в зоопарк были завезены самец борнейского орангутана, самец двупалого ленивца и самец обыкновенной (речной) выдры (для формирования пар), также осенью 2021 года в зоопарк приехал  шаровидный броненосец.

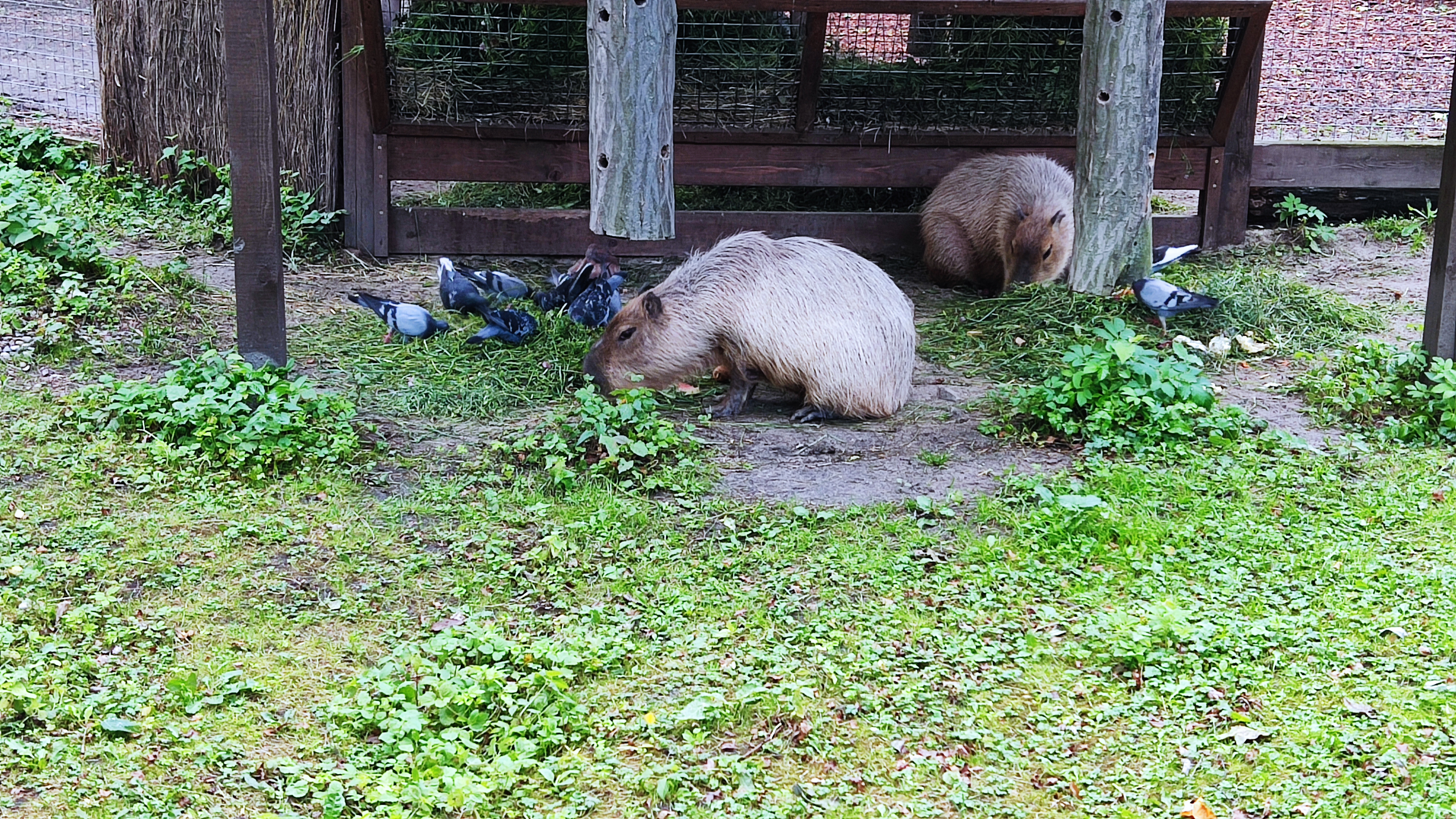
Капибары
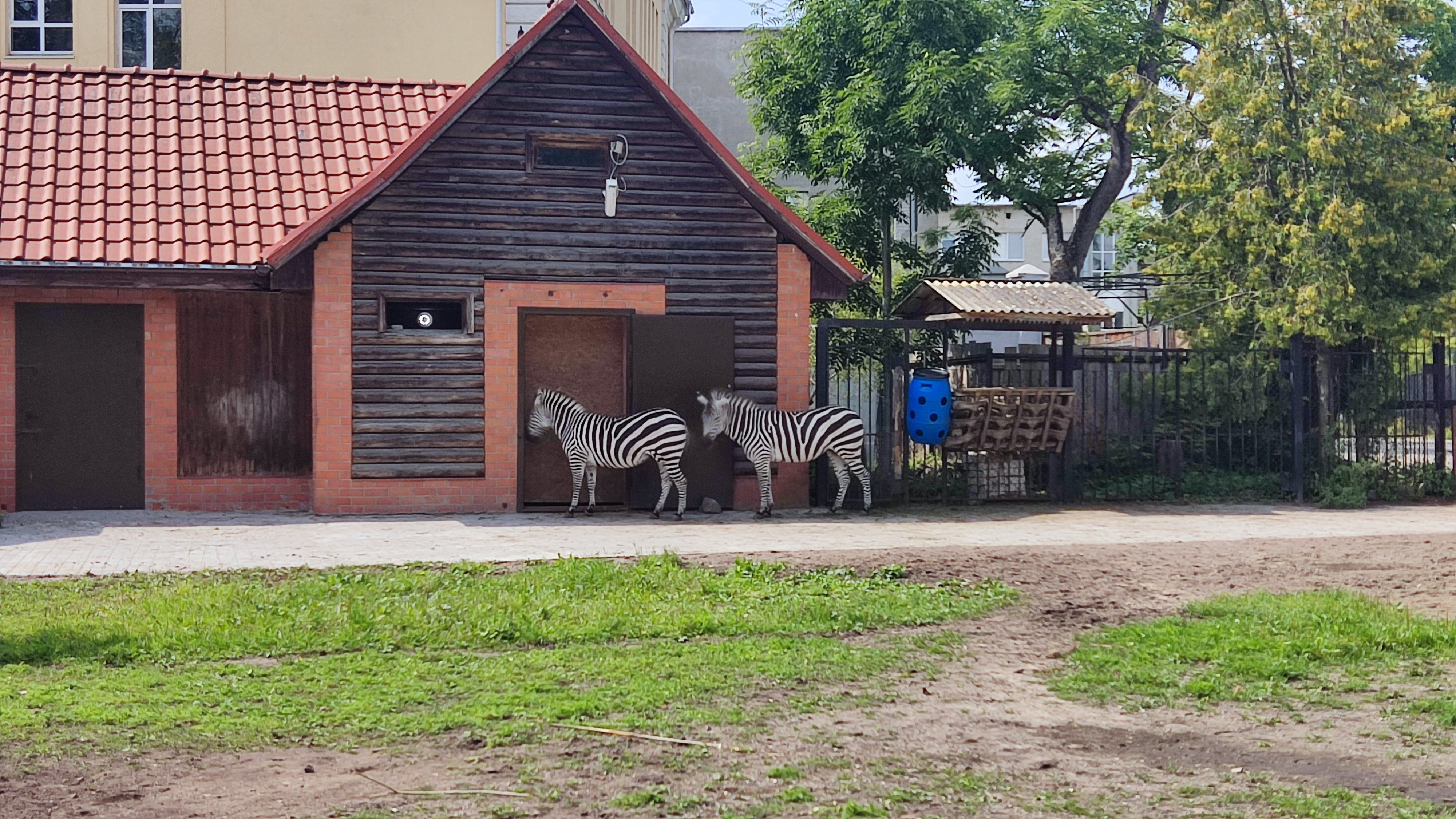
Зебры
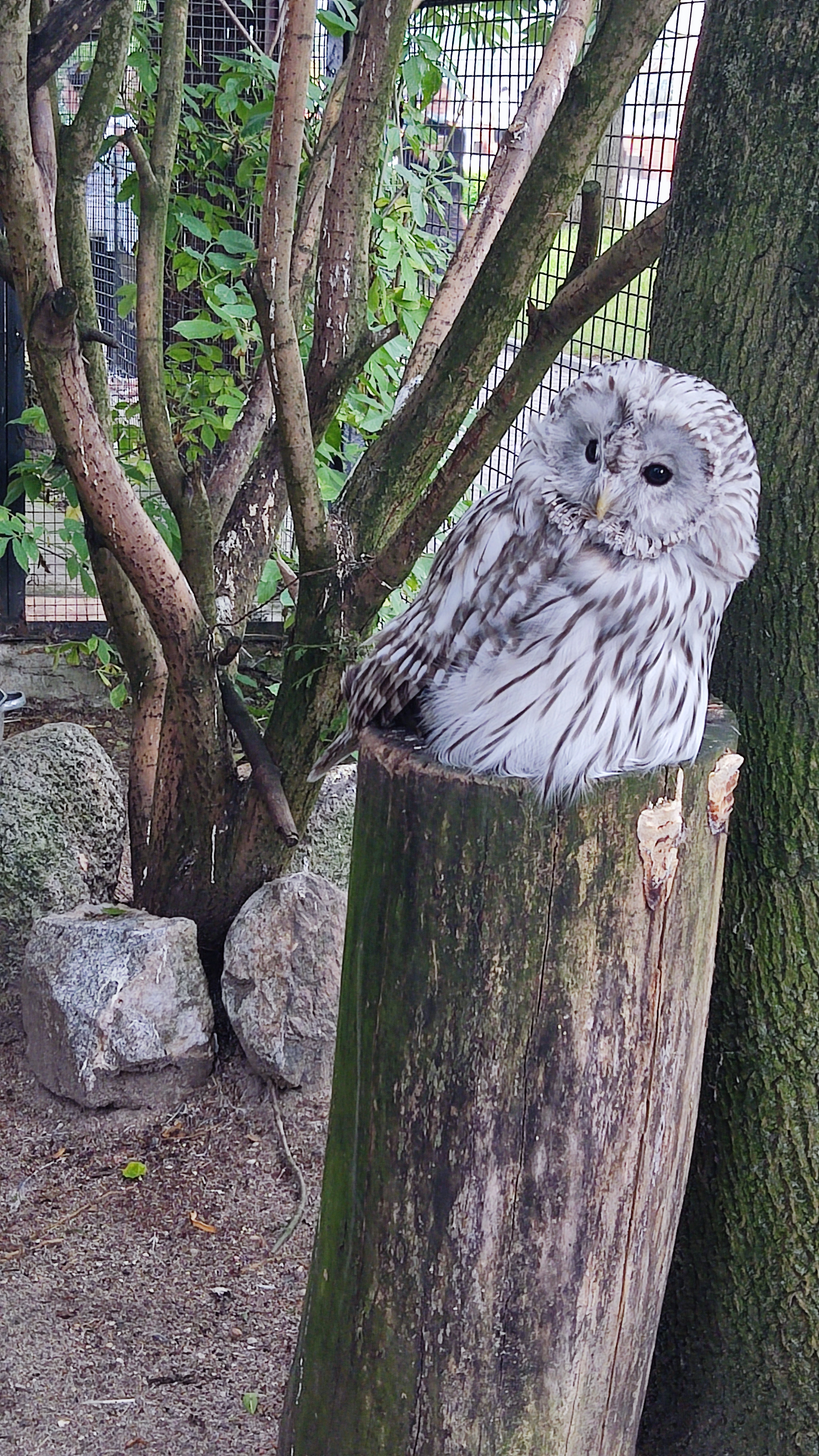
Длиннохвостая неясыть
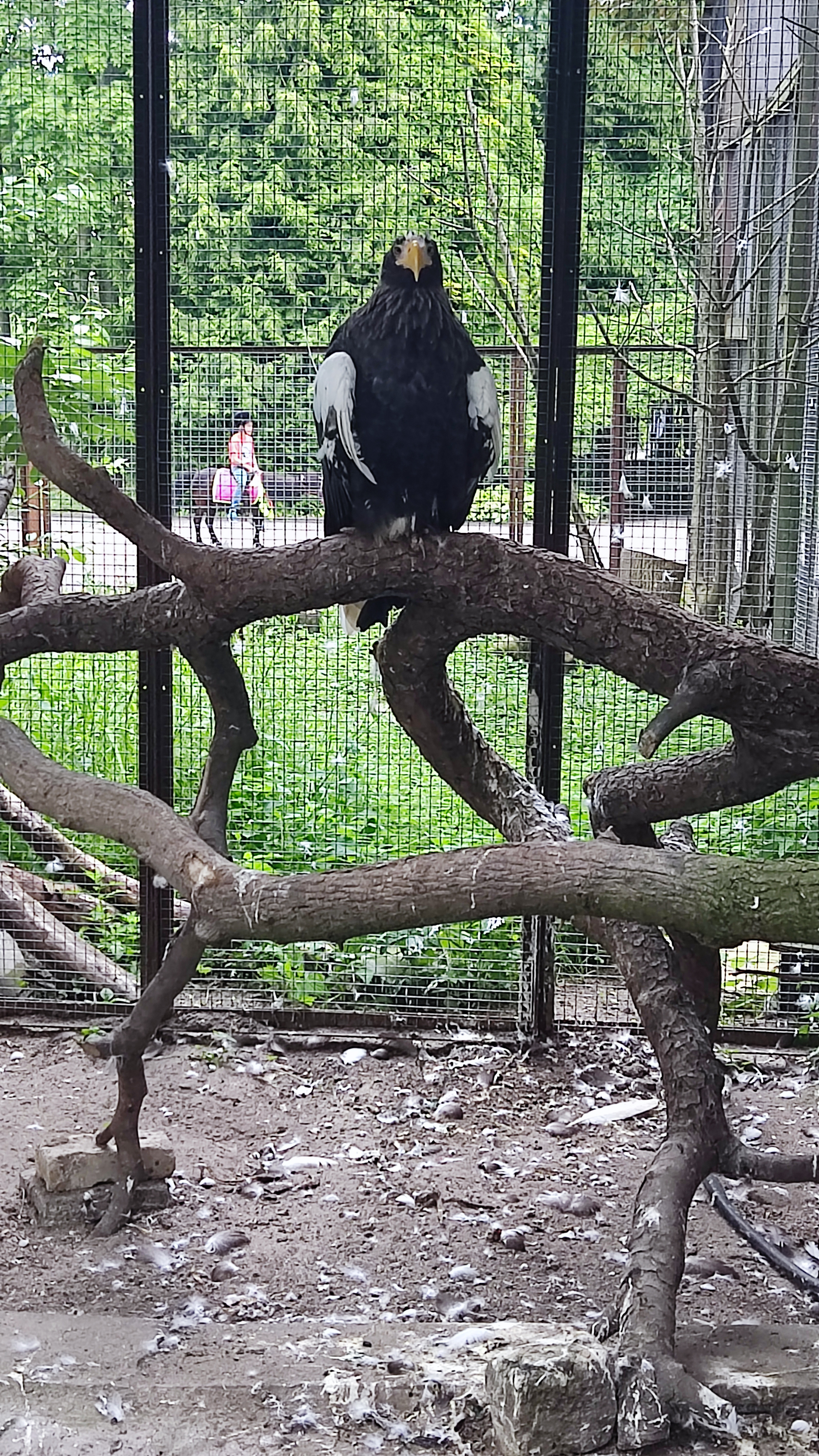
Белоплечий орлан
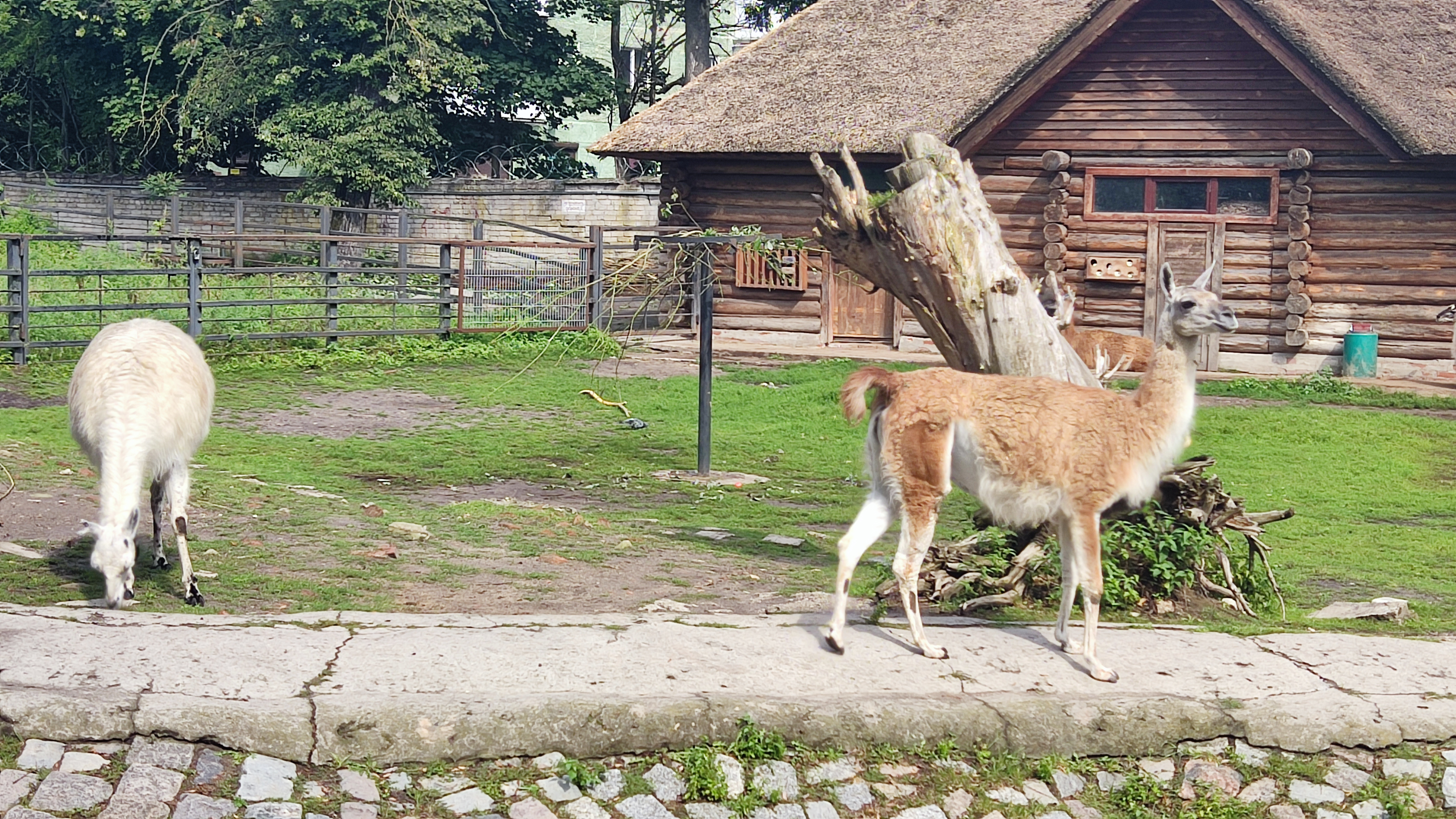
Гуанако
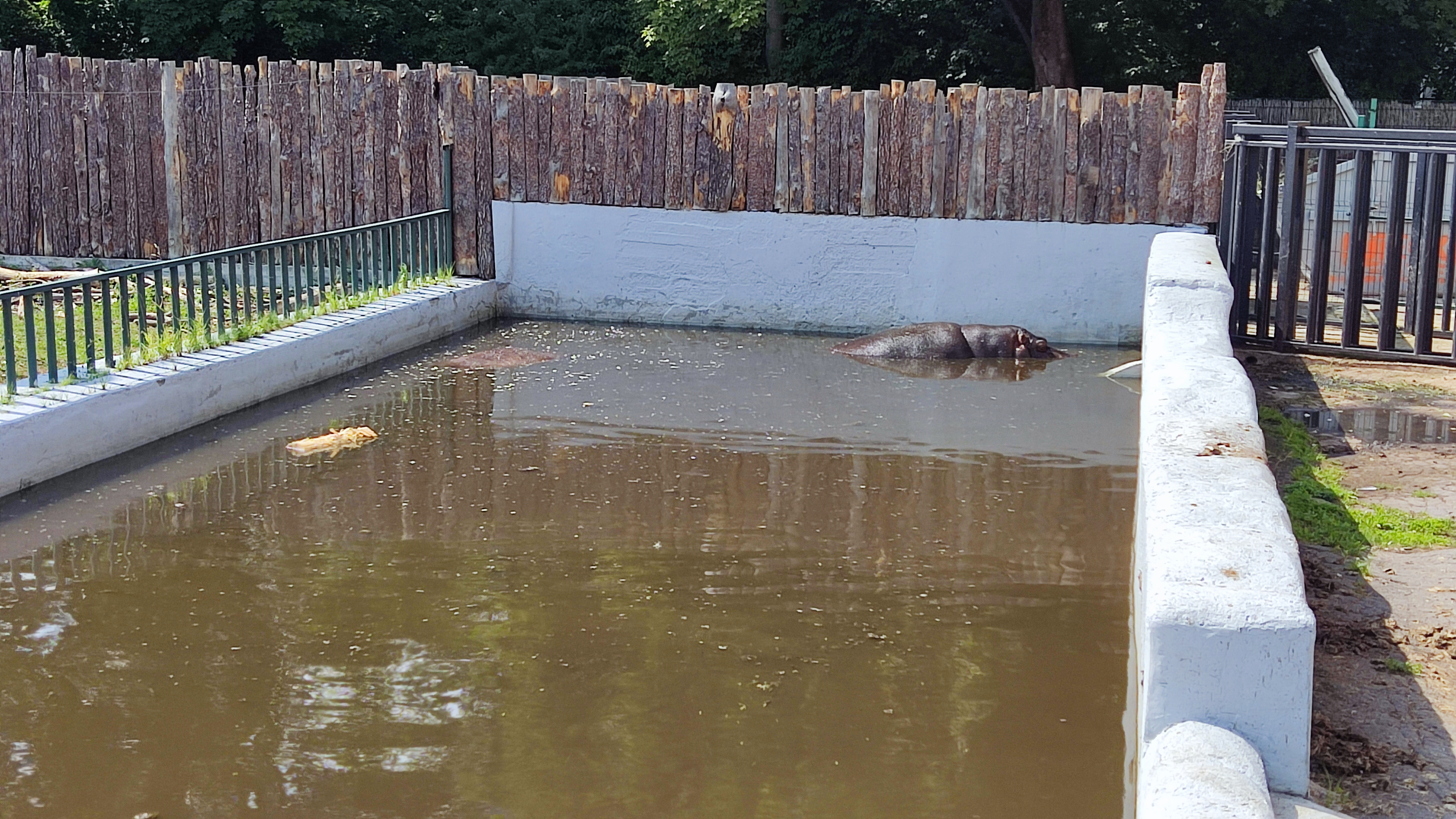
Бегемот
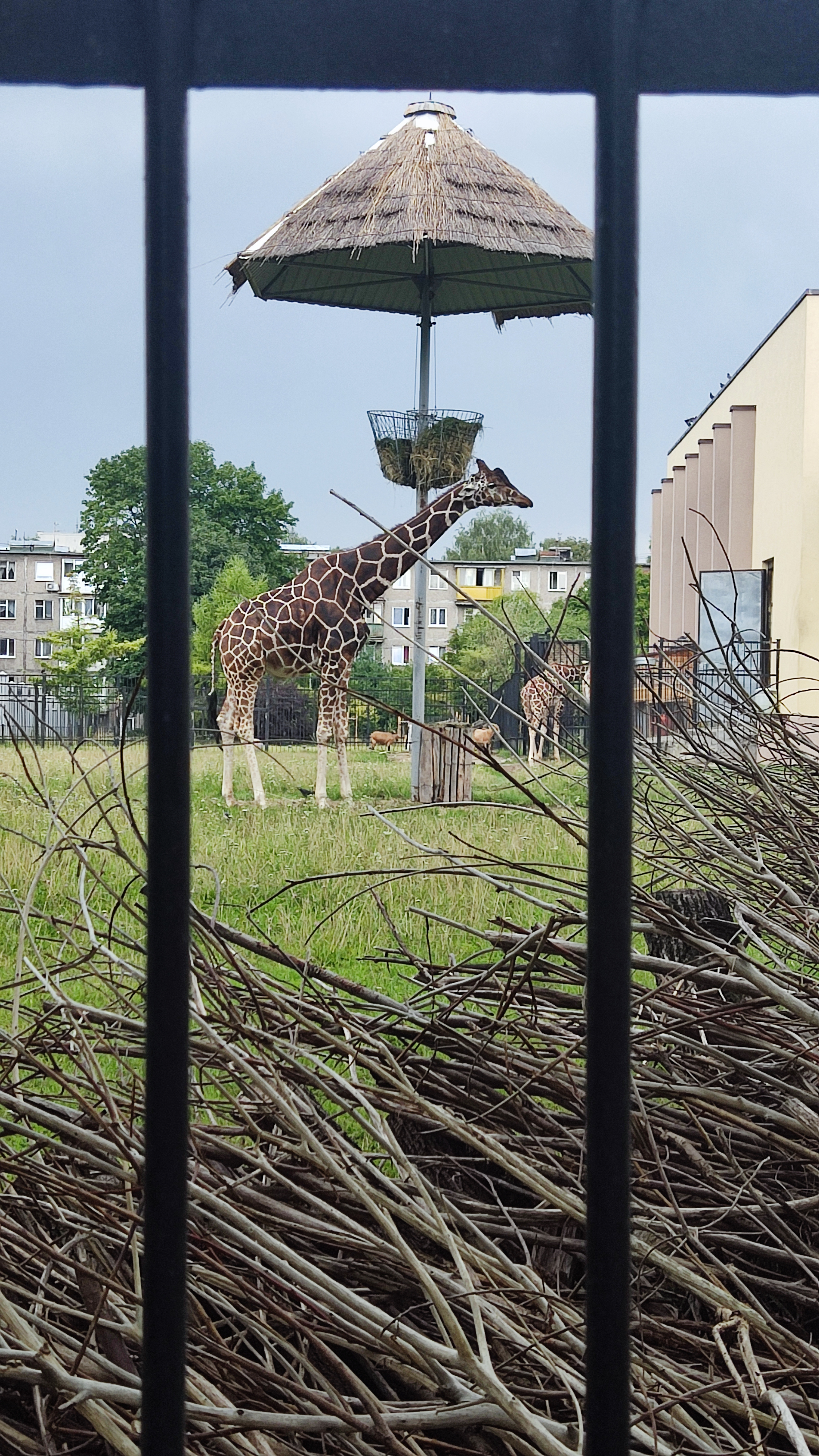
Жираф